# Saint-Pierre-la-Bruyère
Saint-Pierre-la-Bruyère is een gemeente in het Franse departement Orne (regio Normandië) en telt 446 inwoners (1999). De plaats maakt deel uit van het arrondissement Mortagne-au-Perche.

## Geografie
De oppervlakte van Saint-Pierre-la-Bruyère bedraagt 6,3 km², de bevolkingsdichtheid is 70,8 inwoners per km².
De onderstaande kaart toont de ligging van Saint-Pierre-la-Bruyère met de belangrijkste infrastructuur en aangrenzende gemeenten.

## Demografie
Onderstaande figuur toont het verloop van het inwonertal (bron: INSEE-tellingen).